# Pristimantis acutirostris
Pristimantis acutirostris Lynch, 1984 è una rana della famiglia Strabomantidae.